# Soliton

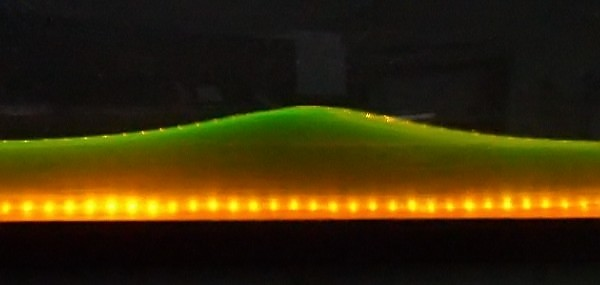
Soliton wytworzony w wodzie

W matematyce i fizyce soliton to samopodtrzymująca się odosobniona fala wywołana przez efekty nieliniowe występujące w materiale, w którym fala ta się rozchodzi. Solitony towarzyszą wielu zjawiskom fizycznym; pojawiają się też jako rozwiązania nieliniowych cząstkowych równań różniczkowych.
Zjawisko solitonu zostało po raz pierwszy opisane przez Johna Scotta Russella, który zaobserwował falę solitonu w kanale wodnym (Union Canal, Wielka Brytania), a następnie odtworzył to zjawisko w specjalnie przygotowanym zbiorniku wodnym. Zaobserwowaną falę Russell nazwał „falą przesunięcia” (ang. wave of translation).
Trudno precyzyjnie zdefiniować czym jest soliton. Drazin i Johnson (1989) zdefiniowali soliton jako rozwiązanie układu nieliniowych równań różniczkowych, które
1. reprezentuje fale o niezmiennym kształcie;
2. jest zlokalizowane tak, że zanika lub osiąga stałą wartość w nieskończoności;
3. może oddziaływać silnie z innymi solitonami, ale po kolizji zachowuje niezmienioną formę – występuje tylko przesunięcie fazy.

Wielu autorów podkreśla, że solitony mogą zmieniać swój kształt okresowo, a ich wyróżnikiem jest zdolność do kolizji niedestrukcyjnych. Znane są także solitony dwu oraz trójwymiarowe (tzw. pociski świetlne).

## Twierdzenie Derricka
Dla wielu modeli teorii pola w {\displaystyle (d+1)}-wymiarowej czasoprzestrzeni dla {\displaystyle d>1} można pokazać, że nie istnieją nietrywialne statyczne rozwiązania równań pola (Derrick 1964), ani stabilne, ani nawet niestabilne.
W teorii {\displaystyle n} pól skalarnych {\displaystyle \varphi ^{a}} {\displaystyle (a\in {\overline {1,n}})} z gęstością lagranżjanu:
{\displaystyle {\mathcal {L}}={\frac {1}{2}}F_{ab}(\varphi )\partial _{\mu }\varphi ^{a}\partial ^{\mu }\varphi ^{b}-V(\varphi )}
solitony mogą istnieć tylko dla {\displaystyle d=1} i dla {\displaystyle d=2} w teoriach bez członu potencjalnego i ze skomplikowanym członem kinetycznym.
W teorii pola cechowania z gęstością lagranżjanu:
{\displaystyle {\mathcal {L}}={\frac {1}{2g^{2}}}\operatorname {tr} F_{\mu \nu }^{2}+(D_{\mu }\varphi )^{\dagger }(D^{\mu }\varphi )-V(\varphi ),}
gdzie pole {\displaystyle \varphi } transformuje się zgodnie z reprezentacją {\displaystyle T,} która może być redukowalna, {\displaystyle F_{\mu \nu }=\partial _{\mu }A_{\nu }-\partial _{\nu }A_{\mu }+[A_{\mu },A_{\nu }]} i {\displaystyle D_{\mu }\varphi =[\partial _{\mu }+T^{a}A_{\mu }^{a}]\varphi ,} solitony mogą istnieć tylko dla {\displaystyle d\leqslant 3} w teoriach z funkcjami skalarnymi i dla {\displaystyle d=4} w teoriach z czystym polem cechowania.

## Przykłady
- topologiczne:
  - kink (z ang. supeł, skręt, zgięcie) – w (1+1)-wymiarowej czasoprzestrzeni, pole skalarne
  - vortex (z ang. wir) – (2+1)-wymiarowej czasoprzestrzeni, pole wektorowe
  - w (2+1)-wymiarowej czasoprzestrzeni, pole skalarne
  - monopol magnetyczny – pojawia się w teoriach wielkiej unifikacji
- nietopologiczne:
  - Q-ball (z ang. Q-piłka, Q-kula)[2].

## Historia
- W 1965 r. N.J. Zabusky z Bell Labs i M.D. Kruskal z Princeton University w przeprowadzonym eksperymencie komputerowym jako pierwsi zaobserwowali występowanie solitonów w ośrodku. Model opierał się na równaniu Kortewega-de Vries (r. KdV) i wykorzystywał metodę elementów skończonych.
- W 1967 r. Gardner, Greene, Kruskal i Miura za pomocą metody rozpraszania wstecznego (ang. inverse scattering transform) otrzymali analityczne rozwiązania równania KdV.
- W 1973 r. Akira Hasegawa z AT&T Bell Labs jako pierwszy zasugerował, że solitony mogą występować we włóknach światłowodowych. Soliton w światłowodzie tworzy się w wyniku wzajemnego kompensowania się efektów automodulacji fazy i dyspersji anomalnej. Hasegawa zaproponował wykorzystanie solitonu w telekomunikacji światłowodowej.
- W 1988 Linn Mollenauer z zespołem przesłali solitony optyczne na odległość 4000 km, wykorzystując zjawisko Ramana do wzmocnienia sygnału optycznego.
- W 1991 r. naukowcy z Bell Labs przeprowadzili bezbłędną transmisję 2,5 Gb/s na odległość powyżej 14 000 km, wykorzystując wzmacniacze światłowodowe domieszkowane erbem (EDFA).
- w 1998 Thierry Georges z zespołem badawczym z France Telecom, łącząc solitony o różnych długościach fali optycznej (technika WDM), zademonstrowali transmisję 1 Tb/s (terabit na sekundę).
- W 2001 firma Algety Telecom uruchomiła pierwsze komercyjny system solitonowej transmisji światłowodowej.